# 1965-1966シーズンのNBA
1965-1966シーズンのNBAは、NBAの20回目のシーズンである。シーズンは1965年10月16日に始まり、1966年4月25日に全日程が終了した。

## ドラフト
ドラフトではフレッド・ヘッツェルが、デトロイト・ピストンズから全体1位指名を受けた。この年のドラフトは豊作の年で、リック・バリー、ビリー・カニンガム、ゲイル・グッドリッチ、ビル・ブラッドリーと後に殿堂入りを果たす4名の選手が指名を受けている。またジェリー・スローン、ディック・バン・アースデール、トム・バン・アースデール、フリン・ロビンソンらが指名を受けている。

## シーズン

### オールスター
- 開催日：2月11日
- 開催地：シンシナティ
- オールスターゲーム　イースト 137－94 ウエスト
- MVP：エイドリアン・スミス　（シンシナティ・ロイヤルズ）

### イースタン・デビジョン
| チーム                   | 勝 | 負 | 勝率 | ゲーム差 |
| ------------------------ | -- | -- | ---- | -------- |
| フィラデルフィア・76ers  | 55 | 25 | .688 | -        |
| ボストン・セルティックス | 54 | 26 | .675 | 1        |
| シンシナティ・ロイヤルズ | 45 | 35 | .563 | 10       |
| ニューヨーク・ニックス   | 30 | 50 | .375 | 25       |

### ウエスタン・デビジョン
| チーム                         | 勝 | 負 | 勝率 | ゲーム差 |
| ------------------------------ | -- | -- | ---- | -------- |
| ロサンゼルス・レイカーズ       | 45 | 35 | .563 | -        |
| ボルチモア・ブレッツ           | 38 | 42 | .475 | 7        |
| セントルイス・ホークス         | 36 | 44 | .450 | 9        |
| サンフランシスコ・ウォリアーズ | 35 | 45 | .438 | 10       |
| デトロイト・ピストンズ         | 22 | 58 | .275 | 23       |

### スタッツリーダー
| 部門       | 選手                   | チーム                   | 記録  |
| ---------- | ---------------------- | ------------------------ | ----- |
| 得点       | ウィルト・チェンバレン | フィラデルフィア・76ers  | 2,649 |
| リバウンド | ウィルト・チェンバレン | フィラデルフィア・76ers  | 1,943 |
| アシスト   | オスカー・ロバートソン | シンシナティ・ロイヤルズ | 847   |
| FG%        | ウィルト・チェンバレン | フィラデルフィア・76ers  | .540  |
| FT%        | ラリー・ジークフリード | ボストン・セルティックス | .881  |

※1969-70シーズン以前はアベレージよりも通算でスタッツリーダーが決められていた。

### 各賞
- 最優秀選手: ウィルト・チェンバレン, フィラデルフィア・76ers
- ルーキー・オブ・ザ・イヤー: リック・バリー, サンフランシスコ・ウォリアーズ
- 最優秀コーチ賞: ドルフ・シェイズ, フィラデルフィア・76ers

- All-NBA First Team:
  - リック・バリー, サンフランシスコ・ウォリアーズ
  - ジェリー・ルーカス, シンシナティ・ロイヤルズ
  - ウィルト・チェンバレン, フィラデルフィア・76ers
  - オスカー・ロバートソン, シンシナティ・ロイヤルズ
  - ジェリー・ウェスト, ロサンゼルス・レイカーズ

- All-NBA Second Team:
  - ハル・グリア, フィラデルフィア・76ers
  - サム・ジョーンズ, ボストン・セルティックス
  - ビル・ラッセル, ボストン・セルティックス
  - ガス・ジョンソン, ボルチモア・ブレッツ
  - ジョン・ハブリチェック, ボストン・セルティックス

- All-NBA Rookie Team:
  - トム・バン・アースデール, デトロイト・ピストンズ
  - リック・バリー, サンフランシスコ・ウォリアーズ
  - ディック・バン・アースデール, ニューヨーク・ニックス
  - ビリー・カニンガム, フィラデルフィア・76ers
  - フレッド・ヘッツェル, サンフランシスコ・ウォリアーズ

### 王座陥落？
ボストン・セルティックスがフィラデルフィア・76ersにデビジョン首位の座を明け渡した。イースタン・デビジョン首位の座がセルティックス以外のチームに渡ったのは実に10年ぶりのことである。76ersは加入して2年目のウィルト・チェンバレンを始め、チェット・ウォーカー、ハル・グリアにルーキーのビリー・カニンガムと戦力が整い、レギュラーシーズンのセルティックスとの直接対決でも6勝4敗と勝ち越すなどいよいよその地位を脅かした。チェンバレンはルーキーイヤー以来のMVPを獲得した。

## プレーオフ・ファイナル
|  | デビジョン準決勝 | デビジョン準決勝 | デビジョン準決勝 |                |   | デビジョン決勝 | デビジョン決勝 | デビジョン決勝 |  |  | ファイナル | ファイナル | ファイナル |
|  |                  |                  |                  |                |   |                |                |                |  |  |            |            |            |
|  |                  |                  |                  |                |   |                |                |                |  |  |            |            |            |
|  |                  | 1                | レイカーズ       | 4              |   |                |                |                |  |  |            |            |            |
|  | Western Division | 1                | レイカーズ       | 4              |   |                |                |                |  |  |            |            |            |
|  |                  |                  | 3                | ホークス       | 3 |                |                |                |  |  |            |            |            |
|  | 3                | ホークス         | 3                | ホークス       | 3 | 3              |                |                |  |  |            |            |            |
|  | 3                | ホークス         |                  |                |   | 3              |                |                |  |  |            |            |            |
|  | 2                | ブレッツ         | 0                |                |   |                |                |                |  |  |            |            |            |
|  |                  |                  |                  |                |   |                |                |                |  |  | W1         | レイカーズ | 3          |
|  |                  |                  | E2               | セルティックス | 4 |                |                |                |  |  |            |            |            |
|  |                  |                  |                  |                |   |                |                |                |  |  |            |            |            |
|  |                  |                  |                  |                |   |                |                |                |  |  |            |            |            |
|  |                  | 1                | 76ers            | 1              |   |                |                |                |  |  |            |            |            |
|  | Eastern Division | 1                | 76ers            | 1              |   |                |                |                |  |  |            |            |            |
|  |                  |                  | 2                | セルティックス | 4 |                |                |                |  |  |            |            |            |
|  | 3                | ロイヤルズ       | 2                | セルティックス | 4 | 2              |                |                |  |  |            |            |            |
|  | 3                | ロイヤルズ       |                  |                |   | 2              |                |                |  |  |            |            |            |
|  | 2                | セルティックス   | 3                |                |   |                |                |                |  |  |            |            |            |

### 八連覇達成
10年ぶりにデビジョン首位の座を明け渡したボストン・セルティックスは、10年ぶりにプレーオフ1回戦（デビジョン準決勝）からの参戦となった。初戦の相手はシンシナティ・ロイヤルズだった。セルティックスはオスカー・ロバートソンとジェリー・ルーカス擁するロイヤルズに苦戦を強いられ、1勝2敗と先にシリーズ王手を掛けられた。しかしチームの立て直しに成功したセルティックスは、2連勝を飾ってデビジョン決勝へ進んだ。
デビジョン決勝でセルティックスを待っていたのは、打倒セルティックスに燃えるウィルト・チェンバレンとフィラデルフィア・76ersだった。デビジョン準決勝の激戦で疲労困憊の上、レギュラーシーズン中の直接対決では負け越している相手だけに、セルティックスの連覇記録もいよいよ途切れるかに思われたが、蓋を開けてみればセルティックスが4勝1敗であっさりと勝利した。どうしてもセルティックスに勝てないチェンバレンは弱点のフリースローを徹底的に突かれ、このシリーズでも68本のフリースローを打たされ、28本しか決められなかった。
ウエスタンからはライバル、ロサンゼルス・レイカーズが勝ちあがってきた。レイカーズはエースのエルジン・ベイラーが選手生命を脅かすほどの故障を抱えており、このシーズンはそれまでのキャリア平均を大幅に下回る16.6得点9.6リバウンドの成績だったが、プレーオフに入って徐々に調子を上げていき、デビジョン決勝で宿敵セントルイス・ホークスを破って2年連続でファイナルに進出した。
ファイナル第1戦はベイラーが36得点、ジェリー・ウェストが41得点を記録し、オーバータイムの末にレイカーズがものにした。その後セルティックスが3連勝、レイカーズが2連勝し、シリーズは第7戦までもつれた。最後はリーグ最小失点を誇るセルティックスのディフェンス力が、リーグ最多得点を誇ったレイカーズのオフェンス力を封じ込め、95-93のロースコアゲームでセルティックスが勝利し、8年連続の優勝を決めた。八連覇という金字塔はNBAに留まらず、アメリカのプロスポーツ史の中でも最長記録である。

### 後期セルティックス王朝へ
不滅の記録を打ち立てたセルティックスは、節目の時を迎えていた。セルティックスの優勝を全て知る選手はビル・ラッセルだけとなり、さらにこのシーズンを最後にレッド・アワーバックがヘッドコーチから退いたのである。前年にセルティックスのオーナーでチーム運営を担当していたウォルター・ブラウンが亡くなり、彼の仕事を引き継いだアワーバックは多忙を極め、とてもヘッドコーチとの兼任は続けられなかった。アワーバックのコーチ辞任により、セルティックスの連覇記録は途切れることとなるが、絶対的な指導者が退いたことで王朝が瓦解したかと言えば、そうではなかった。アワーバックはプレーオフ期間中に後継者としてビル・ラッセルを指名し、シーズン終了後にはNBA初の黒人ヘッドコーチが誕生した。さらにこのシーズンのプレーオフで大活躍したジョン・ハブリチェックがセルティックスの新たな主役として台頭し、サム・ジョーンズと共に新たなウィングコンビを形成した。そしてアワーバック自身は人事部門責任者として辣腕を振るい、ベイリー・ハウエルの獲得など的確な補強を行っていく。セルティックスは衰えることを知らず、新たな顔ぶれのもとで次の時代を迎えることとなる。

## ラストシーズン
- ジャック・トゥィマン　（1955-66）　引退後は解説者に転向。
- トム・ゴーラ　（1955-66）
- ウィリー・ナオルス　（1956-66）　キャリア晩年をボストン・セルティックスで過ごし、3度の優勝を経験。

- クリフ・ヘイガン　（1956-66）　ABAのダラス・チャパラルズに移籍するため、NBAではこのシーズンが最後のシーズンとなった。ABAでは1970年までプレイした。